# Số mạnh

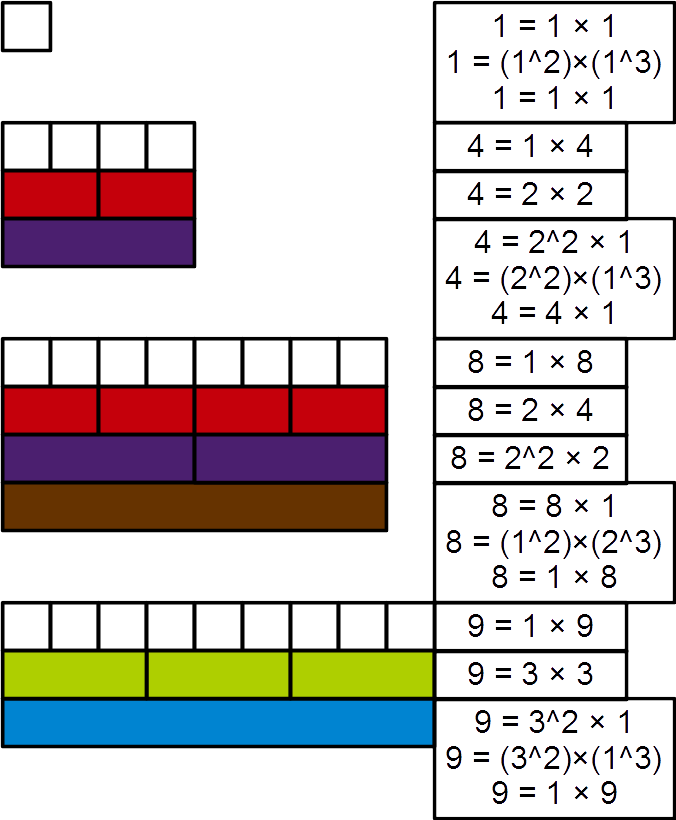
Thanh Cuisenaire minh hoạ tính chất mạnh của các số 1, 4, 8, 9

Một số mạnh là một số nguyên dương m sao cho m chia hết cho tất cả các thừa số nguyên tố p và các bình phương p2 của m. Số mạnh m luôn có dạng m = a2b3, với a, b >= 1. Số mạnh còn được gọi là số vuông đầy đủ. Paul Erdős và George Szekeres nghiên cứu các số có tính chất trên, Solomon W. Golomb gọi các số đó là số mạnh.
Danh sách các số mạnh từ 1 và 1000:
1, 4, 8, 9, 16, 25, 27, 32, 36, 49, 64, 72, 81, 100, 108, 121, 125, 128, 144, 169, 196, 200, 216, 225, 243, 256, 288, 289, 324, 343, 361, 392, 400, 432, 441, 484, 500, 512, 529, 576, 625, 648, 675, 676, 729, 784, 800, 841, 864, 900, 961, 968, 972, 1000,... (dãy số A001694 trong bảng OEIS).